# Kaiserdecke

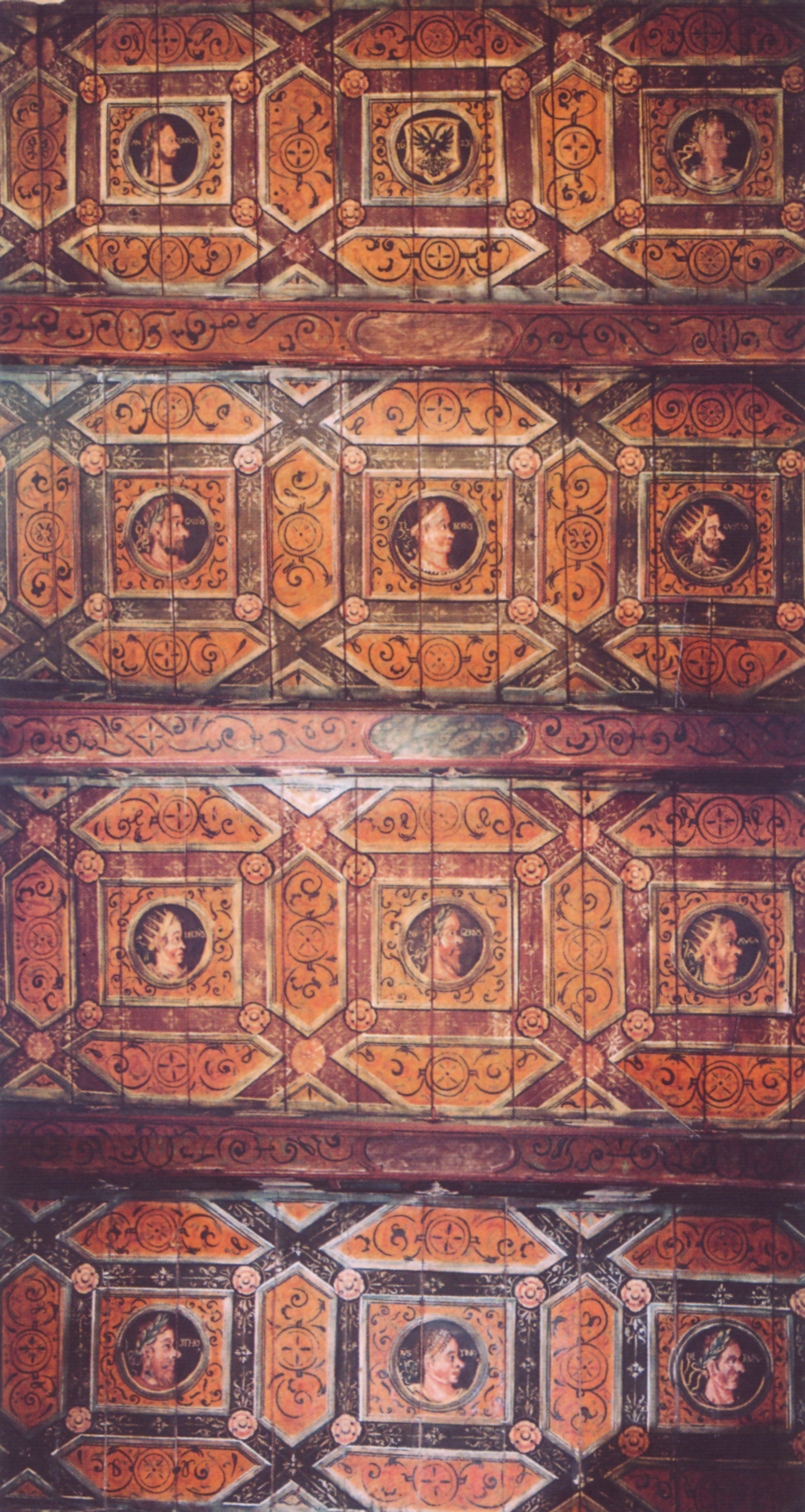
Die Kaiserdecke

Die Kaiserdecke ist ein Lübecker Deckengemälde des 17. Jahrhunderts.

## Hintergründe
Die 1623 gemalte Kaiserdecke befindet sich im Audienzhaus, einem 1599 errichteten Anbau der Lübschen Vogtei in Lübeck-Travemünde. Vermutlich im 18. oder 19. Jahrhundert war sie durch eine neu eingezogene Zwischendecke den Blicken entzogen worden und völlig in Vergessenheit geraten. Da ihre Existenz auch nicht in schriftlichen Quellen dokumentiert war, wusste niemand um das Vorhandensein des Spätrenaissance-Kunstwerks in dem zuletzt als Polizeiwache genutzten Gebäude.
2005 veräußerte die Hansestadt Lübeck die Vogtei an einen Privatmann, der Restaurierungsarbeiten durchführen ließ. Dabei wurden bei Entfernung der Zwischendecke im Januar 2006 die nahezu unversehrten Deckenmalereien wiederentdeckt.

## Gestaltung und Interpretation
Die hölzerne Decke ist eingeteilt in vier Reihen zu je drei Feldern; durch Illusionsmalerei wird der Anschein einer Kassettendecke erweckt. Umgeben von Mauresken enthält jedes Feld ein rundes Medaillon mit dem nach rechts blickenden Profilbildnis eines römischen Imperators oder Feldherrn. Nur das mittlere Feld der obersten Reihe weist statt eines Porträts das Lübecker Wappen und die Jahreszahl der Entstehung des Kunstwerks, 1623, auf. Die Signatur des ansonsten durch keine weiteren Werke bekannten Künstlers Hans Reincke findet sich zusammen mit der Jahreszahl an unauffälliger Stelle der Decke.
Die dargestellten Personen sind durch, teils abgekürzte, Namen in Capitalis monumentalis kenntlich gemacht und tragen nach antikem Brauch kaiserliche Diademe, hellenistische Strahlenkronen oder Lorbeerkränze. Die Darstellungen lassen es denkbar erscheinen, dass Reincke sie nach zeitgenössischen Stichen antiker Münzporträts gestaltete, was jedoch bislang nicht belegt werden konnte. Die Anordnung der Deckenelemente ist wie folgt:
| Marcus Antonius    | Lübecker Wappen  | Hostilian |
| Trebonianus Gallus | Tiberius         | Augustus  |
| Decius             | Pescennius Niger | Vitellius |
| Otho               | Justin I.        | Nerva     |

Welche Aussage mit diesem Deckengemälde getroffen werden sollte, ist unklar. Die abgebildeten Herrscher sind in keiner nachvollziehbaren Chronologie abgebildet und entsprechen in ihrer Zusammenstellung keinem bekannten festen Bildniskanon und keiner gebräuchlichen Ikonographie. Neben historisch herausragenden Gestalten finden sich auch Usurpatoren, Gegenkaiser und Nebenherrscher mit zum Teil extrem kurzer Herrschaftsdauer. Zudem sind ihre Charaktere so unterschiedlich, dass sich keine wie auch immer geartete vorbildhafte Funktion der Personen ableiten lässt.
Rolf Gramatzki vermutete, dass die dargestellten Imperatoren nicht für sich selbst stehen, sondern durch ihre jeweiligen historischen Rollen symbolisch mit Personen gleichgesetzt werden, die für die Geschichte Lübecks von Bedeutung waren. Es würde sich bei dem Deckengemälde somit um eine verschlüsselte Geschichte Lübecks handeln, die nur entsprechend geschichtlich Gebildeten verständlich gewesen wäre.
Unabhängig von ihrem ursprünglichen Gehalt ist die Kaiserdecke ein bedeutendes Kunstwerk. Es sind in Schleswig-Holstein keine weiteren in so gutem Zustand erhaltenen Deckenmalereien des 17. Jahrhunderts bekannt.

## Einzelbildnisse

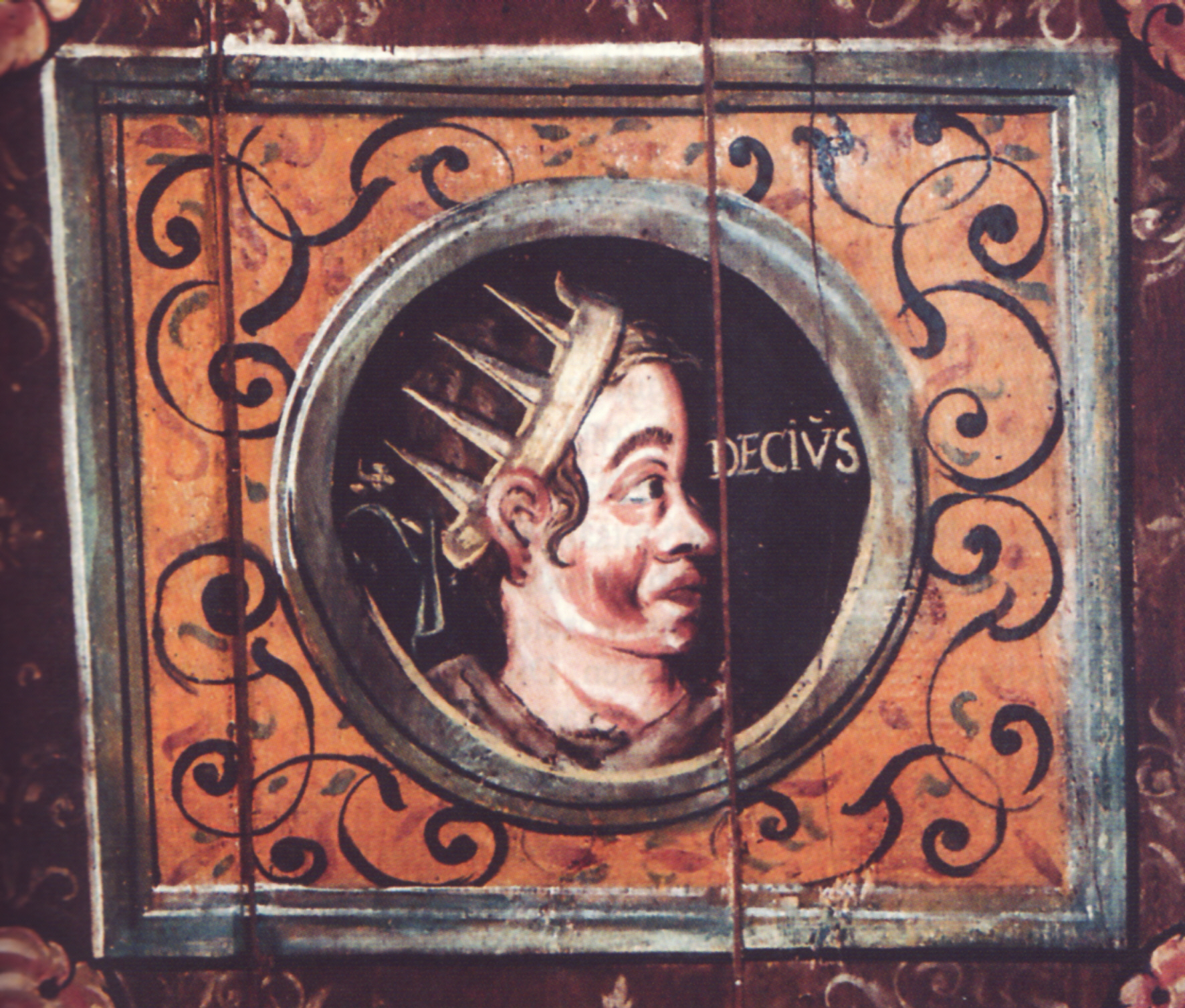
Decius
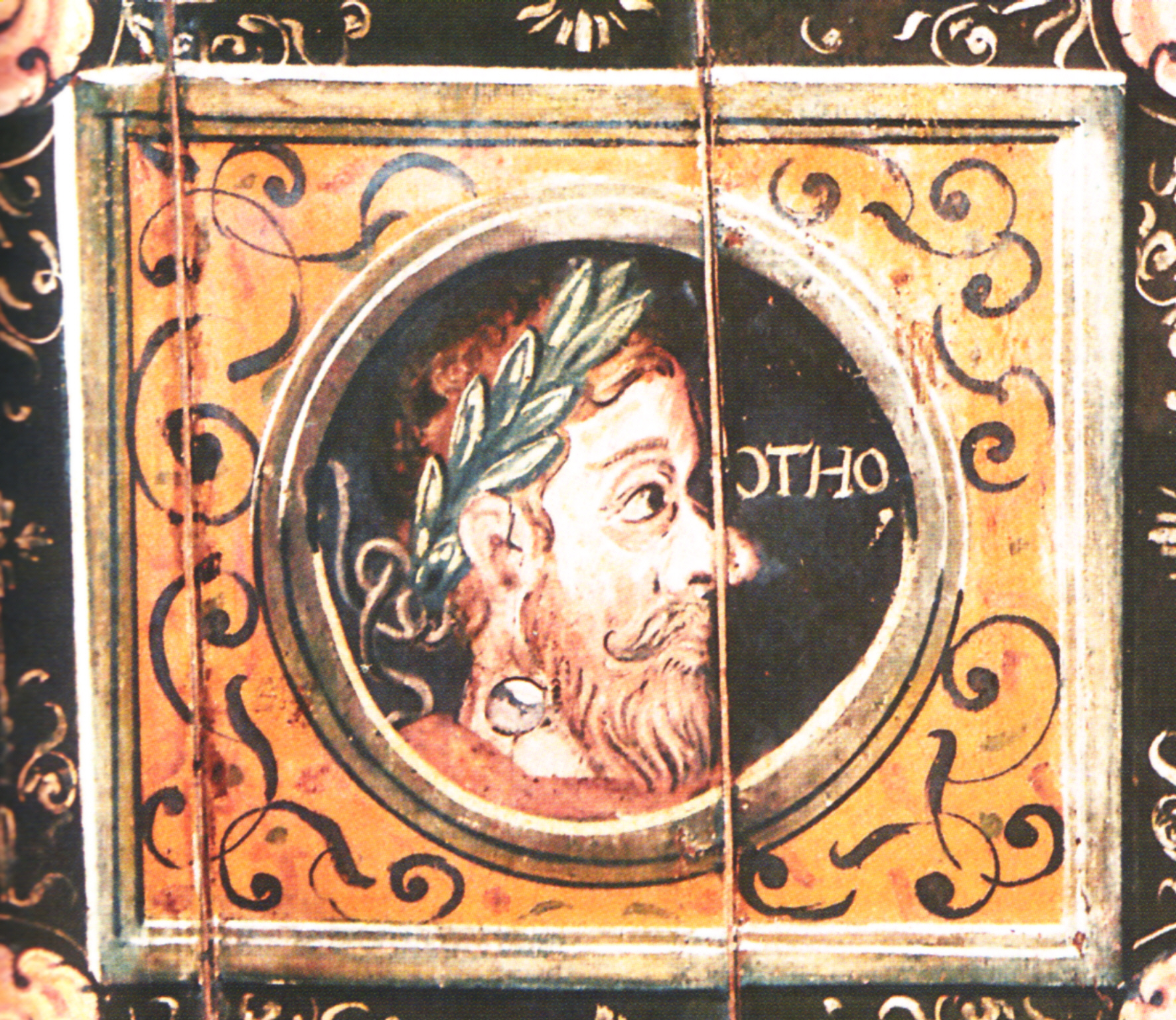
Otho
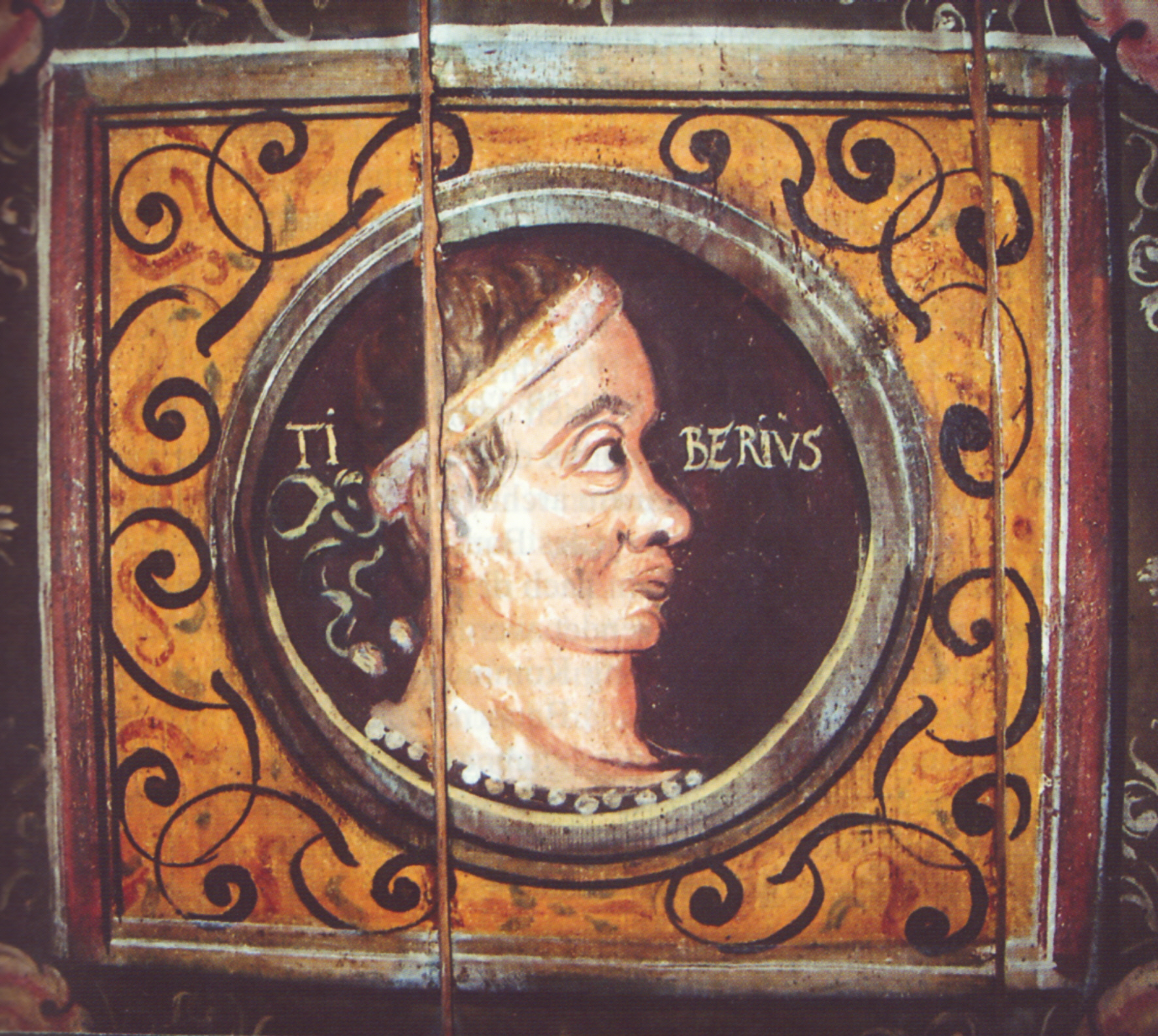
Tiberius